# Червоный Став (Днепропетровская область)
Червоный Став (укр. Червоний Став) — село,
Дружбовский сельский совет,
Криничанский район,
Днепропетровская область,
Украина.
Код КОАТУУ — 1222082308. Население по переписи 2001 года составляло 54 человека.

## Географическое положение
Село Червоный Став (бывш. Красный Став) находится на расстоянии в 0,5 км от села Дружба.
Рядом с селом расположен став, рядом с ним болото (в прошлом тоже став).
Рядом проходит автомобильная дорога М-04 (E 50).